# La Mèche
Cet article possède un paronyme, voir Lamech.
Pour les articles homonymes, voir mèche.
La Mèche était un journal satirique français sans publicité et sans financement extérieur, édité par les éditions de l'Avenue de la Résistance,.
Le directeur de publication explique que le nom du journal reprend d'une part l'idée humoristique et festive de « danser sur une poudrière » ou « mettre le feu aux poudres », et d'autre part, l'idée plus journalistique de « vendre la mèche ».

## Historique
À la suite de la fermeture du journal Siné Hebdo, une partie de l'équipe fonde un nouvel hebdomadaire de 16 pages qui parait le vendredi.
Le dernier numéro paraît le 10 décembre 2010.

## Rédacteurs du journal
(novembre 2010).
- Sylvie Belin
- Miguel Benasayag
- Jackie Berroyer
- Matthieu Bonduelle
- Frédéric Bonnaud
- Pierre Concialdi
- Jeanne Folly
- Charles Fontaine
- Noël Godin
- Lola Gruber
- Emmanuelle Grundmann
- Gudule
- François Guion
- Thierry Guitard
- Éric Hazan
- Eric La Blanche
- La Gabin
- Nick Kent
- Pierre-Brice Lebrun
- Yannick Le Goff
- Étienne Liebig
- Hénin Liétard
- Olivier Marbot
- Linda Maziz
- Miriana Mislov
- Mompaziou
- Laure Noualhat
- Nonchalance Palmer
- Karine Parrot
- Thierry Pelletier
- Cesare Piccolo
- Manuel Pratt
- David Ramasseul
- Patrick Raynal
- Xavier Renou
- Laurence Romance
- Carlo Santulli
- Anne Steiger

## Dessinateurs du journal
(novembre 2010).
- Avoine
- Pierre Ballouhey
- Yves Barros
- Carali
- Philippe Caza
- Chimulus
- Philippe Decressac
- Félix
- Dominique Goubelle
- Jy
- Marc Large
- Yann Lindingre
- Miss.Tic
- Mix et Remix
- Mykaia
- Flavien Moreau
- Rémi
- Rousso
- Sakoch
- Sergio
- Tanxxx
- Vela
- Wingz